# Bävertjärnarna, Medelpad
Bävertjärnarna är en sjö i Ånge kommun i Medelpad och ingår i Ljungans huvudavrinningsområde.